# Гебхард фон Суплинбург
Гебхард фон Суплинбург (на немски: Gebhard von Supplinburg, Süpplingenburg; † 9 юни 1075, Лангензалца), от рода на Суплинбургите, е от 1052 г. граф на Харцгау. Той е баща на Лотар III, император на Свещената Римска империя.

## Биография
Той е син на Бернхард фон Суплинбург († пр. 1069), граф на Харцгау, и съпругата му Ида от Кверфурт, дъщеря на граф раф Гебхард I фон Кверфурт († ок. 1017).
Гебхард загива през юни 1075 г. в Лангензалца в битката при Хомбург на Унструт по време на Саксонското въстание (от лятото 1073 до края на 1075) срещу император Хайнрих IV.

## Фамилия
Гебхард се жени за Хедвиг от Графство Формбах, вдовица на един граф Хайнрих, дъщеря на Фридрих от Формбах и Гертруда от Халденслебен. Те имат две деца:
- Лотар III (* пр. 9 юни 1075, † 4 декември 1137), от 8 юни 1133 г. император на Свещената Римска империя
- Ида (* 1073, † 3 март 1138, погребана в манастир Михаелбойерн), ∞ граф Зигхард IX фон Тенглинг (Зигхардинги), обезглавен на 5 февруари 1104 г. в Регенсбург

През 1079 г. вдовицата му Хедвиг от Формбах се омъжва за Дитрих II, херцог на Горна Лотарингия и граф в Елзасгау.